# Miltochrista chi
Miltochrista chi är en fjärilsart som beskrevs av Walter Karl Johann Roepke 1946. Miltochrista chi ingår i släktet Miltochrista och familjen björnspinnare. Inga underarter finns listade i Catalogue of Life.